# Lobolibethra panguana
Lobolibethra panguana är en insektsart som beskrevs av Frank H.Hennemann och Oskar V.Conle 2007. Lobolibethra panguana ingår i släktet Lobolibethra och familjen Diapheromeridae. Inga underarter finns listade i Catalogue of Life.